# Principiul mediocrității
Principiul mediocrității este un principiu aparținând de filozofia științei susținând că nu există observatori privilegiați pentru un fenomen dat. Acest principiu se aplică în diverse discipline științifice, precum astronomie sau științe sociale.

## Astronomie
Teoria are la bază principiul cosmologic al lui Copernic care spune că Pământul nu este într-o poziție centrală sau favorizată în mod special. Într-un context mai larg, principiul mediocrității spune că oricând cineva observă un fenomen, este probabil că observă doar una dintre numeroasele manifestări ale acelui fenomen; iar dacă cineva observă un fenomen extraordinar, trebuie să se considere că același fenomen este repetabil, respectând condițiile inițiale. Recent, principiul a fost conectat cu teoria relativității generale, prin afirmația că oamenii nu sunt observatori privilegiați ai universului.
În astronomie, principiul afirmă că Pământul, viața sau rasa umană nu sunt ceva special sau ieșit din comun. Este folosit împreună cu principiul deplinătății și cu principiul uniformității pentru a prezice că viața este ceva comun în Univers, pentru că aceleași condiții care au permis apariția vieții și a inteligenței pe Pământ par a fi comune în Univers. Pământul este o planetă relativ obișnuită care se rotește în jurul unei stele relativ obișnuite într-o galaxie spirală obișnuită, precum numeroase altele din universul gigantic, posibil infinit. Programe ca SETI pornesc de la premisa că acest principiu este adevărat și că alte ființe există și doresc să comunice și că există suficientă compatibilitate tehnologică pentru a face posibilă comunicarea. Principiul mediocrității rămâne deocamdată în mare măsură o chestiune de opinie personală, dar este susținut de recentele descoperiri ale unor planete extrasolare și de dovedirea prezenței obișnuite a anumitor chimicale, precum aminoacizi, în spațiu.

## Filosofie
În filosofie principiul se folosește pentru a defini omul ca o ființă comună, făcând parte din lanțul vieții fără a fi special în vreun fel față de alte viețuitoare. Fosile și analize genetice dovedesc că toți oamenii provin din același strămoș comun în urmă cu 100.000 de ani, și că avem un strămoș comun cu cimpanzeii în urma cu șase milioane de ani în urmă. Așadar oamenii sunt parte din biosferă, nu deasupra sau unici în vreun fel în cadrul ei.

## Științe sociale
În ambitul științelor sociale, principiul mediocrității afirmă că nu este nimic special în "acest" ( oricare ) moment istoric, și se utilizează pentru a estima durata unor evenimente pentru care exista puține date. Principiul copernican a fost extins și reformulat ca principiul mediocrității de către John Richard Gott în 1969, când, în Berlin, a încercat estimarea duratei de viață a Zidului din Berlin bazându-se doar pe o singură dată statistică (perioada de viață a zidului în acel moment era de 8 ani). În același moment istoric mai multe persoane își puneau aceeași întrebare și nu există nici un motiv de a presupune că întrebarea era pusă într-un moment semnificativ al istoriei. Cu ajutorul formulei elegante derivată din acest raționament, Gott a calculat că există o probabilitate de 50% ca Zidul să rămână minim 24 de ani de existentă. După cum se știe Zidul din Berlin a fost dărâmat în 1989, 20 de ani mai târziu.
Formula lui Gott este bazată pe două inecuații simple, care depind de două variabile: timpul actual de existență {\displaystyle \tau _{actual}} și un factor de încredere f, care variază între 0 și 1 (0 și 100%).
{\displaystyle {\frac {\tau _{actual}}{\left|(f+1)/(f-1)\right|}}<\tau _{restant}<\tau _{actual}\times \left|{\frac {f+1}{f-1}}\right|}

 În acest mod, în cazul Zidului din Berlin i se calculează o durată de viață între 2.66 și 24 ani; în acel moment avea 8 ani de existență, iar calculul a fost realizat cu o probabilitate de 50%.
Ca demonstrație, Gott a utilizat cu succes această formulă pentru a estima durata a 44 de reprezentații de opere de teatru care rulau în New York în acel moment. De asemenea s-a folosit pentru a estima durata de existență a rasei umane. O variație a principiului mediocrității în acest context este argumentul apocalipsei.
Un studiu recent asupra agresivității adolescentine, o problemă importantă în școli, arată că agresivitatea nu se datorează atât lipsei de încredere proprie a agresorului, cât mai ales sentimentului acestuia de a fi deosebit. Agresorul crede ca îi poate amenința pe colegii mai slabi pentru că este mai special decât ei. Oficialii acestor instituții încearcă să găsească noi abordări ale agresivității adolescenților, și anume să nu le crească acestora respectul de sine, ci dimpotrivă, să le micșoreze sentimentul că sunt speciali. Când adolescenții-agresori observă că nu mai sunt privilegiați, că soarele răsare și apune pentru toți la fel, își recâștigă empatia și încetează să își bruscheze colegii. În termeni de grup, au existat de-a lungul istoriei diverse popoare care s-au considerat unice ca experiență, putere sau cultură. Popoare care cred că rolul lor în această lume este să aducă pace și armonie tuturor popoarelor, mai apropiate sau mai depărtate. Un popor cu un surplus de rațiune și bunătate, căruia istoria i-a acordat o identitate privilegiată și al cărui succes e confirmat de puterea militară supremă. Acest popor 'privilegiat' nu este deloc diferit de adolescentul agresiv și poate deveni foarte periculos când nu este conștient de propriul potențial de a face rău.

## Critici
Creatorii SETI au folosit Principul mediocrității în calculelor lor și aveau speranța de a întâlni semnale extraterestre în abundență. Carl Sagan folosea principiul pentru a sugera că "pot exista un milion de civilizații în Calea Lactee". Sumând lipsa de rezultate a acestor căutări și alte dovezi, suporterii teoriei Paradoxul lui Fermi afirmă că principiul mediocrității este greșit. Lipsa contactelor la nivel galactic este interpretată prin sărăcia unor inteligențe umanoide și nu ca o lipsă de planete similare cu Terra, deși ambii factori fac parte din calculul probabilistic. A nega principiul mediocrității este comparabil cu a confirma teoria Pământului rar; de exemplu González și Richards (2004) prezintă cazul unicității Terrei în cartea Planeta privilegiată. În ea se zice:
"Nu suntem în centrul Universului, dar suntem în cea mai bună locație pentru ca viața complexă să înflorească, și pentru a observa ce este dincolo de noi". Se susține că Cosmosul ca întreg este pregătit pentru a susține viața, iar în el, particularitățile terestre fac din planeta noastră un punct special. Se propun următoarele argumente în contra principiului mediocrității:
- Pământul orbitează o stea non binară, bogată în metale, situându-se în zona locuibilă (permite să nu fie total iradiată, dar nici o rocă congelată).
- Pământul este o rocă de silicați cu suficientă masă, plăci tectonice, interior de fier care generează un câmp magnetic propriu și care protejează viața.
- Marile planete vecine ne protejează de asteroizi fără a destabiliza orbita terestră
- Există o cantitate de apă ideală pentru a menține o hidrosferă
- Luna este anormal de masivă, creând maree și stabilizând mișcarea axială a Terrei. După Jacques Laskar, această importantă caracteristică este imposibil de obținut fără o lună ca a noastră. Pământul poate fi considerat un sistem binar Pământ-Lună.
- Poziția în Calea Lactee a Sistemului Solar este specială și importantă; "nu este în centrul galaxiei și nici într-un cumul globular, nu este aproape de nici o sursă activă de raze gamma, nici într-un sistem multistelar, nici aproape de un pulsar, nici aproape de stele foarte mici, mari sau care urmează să se transforme în supernove" (Rare Earth pagina 282).

Cercetările în domeniul detectării de planete extrasolare vor valida sau nu multe din aceste puncte în viitorul apropiat.